# 欧鲁埃斯特
欧鲁埃斯特是巴西圣保罗州的一个市镇。总面积287.549平方公里，总人口7286人，人口密度25.3人/平方公里。